# Yuna Kasai
Yuna Kasai (葛西 優奈 Kasai Yūna?), född 4 februari 2004 i Sapporo, är en japansk utövare av nordisk kombination. Hennes tvillingsyster, Haruka Kasai, är också en utövare av nordisk kombination.

## Karriär
Vid VM 2025 i Trondheim tog Kasai guld i normalbacke + 5 km masstart.